# 人民院 (印度)
人民院（印地语：लोक सभा；英语：House of the People）是印度议会的下议院。人民院的议员由具有普选权的印度成年人直选产生。截止2024年，共选举产生了18届人民院议员。2014年至今，纳伦德拉·莫迪的印度人民党是人民院的多数派政党，也是印度的执政党。
印度憲法規定眾議院議員人數上限為552名（最初為500名）。1952年至2020年間，印度總統可以根據印度政府的建議提名另外兩名英裔印度人议员，但該制度於2020年1月被第104號憲法修正案廢除。有131個席位 (占议员总数24%) 保留給表列种姓和表列部落代表。
人民院除非提前解散，否則议员将有五年任期，在宣布緊急狀態的同時，議會可以透過法律或法令延長這一期限。 劃界委員會根據印度人口普查每十年進行一次重新劃定人民院選區的工作，早期劃界委員會的工作還包括根據人口變化在各邦之間重新分配席位，但在1976年進行憲法修正案以配合正在實施的計劃生育政策後，該任務被暫停，以保障出生率较低的南方各邦，该规定将持续至2026年。

## 历史
1858年至1947年間，印度次大陸的大部分地區處於英國的統治之下，权力掌控于印度總督，以及由英國政府高級官員組成的印度行政委員會。 1861年《印度議會法》規定立法会议由行政委員會成員和非官方成員組成。 1892年《印度議會法》在英屬印度各邦設立了立法機關，並增加了立法机关的權力。儘管這些法案增加了印度人在政府中的代表性，但他們的權力仍然有限，具选举权人數也很少。 
1909 年《印度議會法》允許一些印度人進入各議會，1919年印度政府法案擴大了印度人的政治參與，創建了中央立法議會，此即人民院的前身，新德里議會大廈於1927年建成启用。1947年印度独立，1950年1月26日印度宪法生效，根據印度憲法第79條，印度議會由印度總統和議會兩院組成，即聯邦院和人民院。

## 权力
人民院擁有某些權力，使其比聯邦院更強大。
- 對政府的不信任動議可以在人民院提出並通過，聯邦院沒有此權力，因此對行政部門沒有實際制衡能力，且印度憲法規定印度內閣只對人民院負責，而不對聯邦院負責。
- 预算法案只能在人民院提出，通過後將被送往聯邦院，在聯邦院可以進行14天的審議。如果聯邦院沒有拒絕，或14天内聯邦院沒有採取任何行動，或聯邦院提出的建議未被人民院接受，則预算案被視為通過。
- 對於普通法案，法案經最初提交的议院（人民院或聯邦院）通過後，將被發送至另一院，並可在該院保留最長期限6個月。如果另一院拒絕該法案，或者在六個月內沒有採取任何行動，或者最初通过該法案的議院不接受另一院提出的建議，則會導致僵局，必须召开兩院聯席會議解決，由人民院議長主持，並以簡單多數決定。儘管憲法在這方面將兩院置於同等地位，但實際上，人民院的意見占主導地位——因為人民院议员數較多。
- 在發起和通過任何憲法修正案方面與聯邦院享有同等權力。
- 與聯邦院擁有同等權力發起並通過彈劾總統動議。
- 在最高法院和州高等法院法官的彈劾程序中與聯邦院擁有平等權力出。
- 在發起和通過宣戰、國家緊急狀態或憲法緊急狀態的決議方面，與聯邦院擁有同等權力。
- 如果人民院在宣布國家緊急狀態之前或之後解散，那麼聯邦院將成為唯一的議會，因为聯邦院無法解散。

總之，人民院在幾乎所有事務上都比聯邦院更強大，即使在憲法規定兩院平等的事務上，人民院也因其人數較多而擁有更大的影響力。這是实施两院制的議會制民主國家的典型特徵。

## 各邦及聯邦轄區的選區數目
目前總計543個，根据宪法其共550选区，530个为邦选区，20个为联邦属地选区，下表以各邦及聯邦属地的英文名稱按字母排列：
| 分區                           | 選區數目 |
| ------------------------------ | -------- |
| 安达曼-尼科巴群岛              | 1        |
| 安得拉邦                       | 25       |
| 阿鲁纳恰尔邦                   | 2        |
| 阿萨姆邦                       | 14       |
| 比哈尔邦                       | 40       |
| 昌迪加尔                       | 1        |
| 恰蒂斯加尔邦                   | 11       |
| 达德拉-纳加尔哈维利和达曼-第乌 | 2        |
| 拉达克                         | 1        |
| 德里國家首都轄區               | 7        |
| 果阿邦                         | 2        |
| 古吉拉特邦                     | 26       |
| 哈里亚纳邦                     | 10       |
| 喜马偕尔邦                     | 4        |
| 查谟-克什米尔                  | 5        |
| 贾坎德邦                       | 14       |
| 卡纳塔克邦                     | 28       |
| 喀拉拉邦                       | 20       |
| 拉克沙群島                     | 1        |
| 中央邦                         | 29       |
| 马哈拉施特拉邦                 | 48       |
| 曼尼普尔邦                     | 2        |
| 梅加拉亚邦                     | 2        |
| 米佐拉姆邦                     | 1        |
| 那加兰邦                       | 1        |
| 奥里萨邦                       | 21       |
| 本地治里                       | 1        |
| 旁遮普邦                       | 13       |
| 拉贾斯坦邦                     | 25       |
| 锡金邦                         | 1        |
| 泰米尔纳德邦                   | 39       |
| 特伦甘纳邦                     | 17       |
| 特里普拉邦                     | 2        |
| 北阿坎德邦                     | 5        |
| 北方邦                         | 80       |
| 西孟加拉邦                     | 42       |